# Mike McGear
Peter Michael McCartney (né le 7 janvier 1944), connu professionnellement sous le nom de Mike McGear, est un artiste de scène et photographe anglais qui a fait partie des groupes The Scaffold et Grimms. Il est le frère cadet de l'ancien bassiste-chanteur des Beatles, Paul McCartney.

## Premières années
Michael et son frère Paul sont tous les deux nés au Walton Center, à Liverpool, où leur mère, Mary McCartney, avait auparavant travaillé comme infirmière à la maternité. Michael n'était pas inscrit dans une école catholique car son père, Jim McCartney, pensait que ces écoles penchaient trop vers la religion plutôt que vers l'éducation. À 17 ans, Michael commence à travailler chez Jackson's the Tailors, rue Ranelagh, à Liverpool. L'année suivante, il entre en apprentissage chez André Bernard, coiffeur pour dames de la même rue.

## Carrière musicale
Au moment où les Beatles connaissent le succès, Mike McCartney travaille comme apprenti coiffeur aux côtés du futur acteur Lewis Collins. Mais il est également membre du groupe de comédie-poésie-musique de Liverpool The Scaffold, avec Roger McGough et John Gorman, formé en 1962 (l'année du premier tube des Beatles). Mike décide alors d'utiliser un nom de scène, afin de ne pas donner l'impression de « chevaucher les basques de son frère ». Après s'être d'abord surnommé Mike Blank, il se décide ensuite pour Mike McGear, « gear » étant l'équivalent Liverpudien de « fab ». Le groupe a ensuite été engagé par Parlophone.
The Scaffold a enregistré un certain nombre de singles à succès au Royaume-Uni entre 1966 et 1974, le plus réussi étant le single numéro un de Noël de 1968, Lily the Pink. Le titre fut adapté en français et enregistré la même année par Richard Anthony sous le nom Le Sirop Typhon. McGear a composé le grand succès du groupe de 1967, Thank U Very Much. En 1968, il sort un album en duo avec McGough, McGough & McGear, qui comprend le mélange habituel de paroles, de poésie et de comédie de The Scaffold.
The Scaffold a fini par animer une émission télévisée, Score with the Scaffold, qui a réduit l'activité musicale du groupe et mené à son abandon par Parlophone. McGear a ensuite signé avec Island Records et a sorti un album musical solo intitulé Woman en 1972, qui comprenait à nouveau de nombreux morceaux co-écrits avec McGough. The Scaffold sort ensuite son propre album sur le même label, Fresh Liver.
The Scaffold, qui a recruté plusieurs nouveaux membres, sort deux albums chez Island en 1973 sous le nom de Grimms (acronyme pour Gorman-Roberts-Innes-McGear-McGough-Stanshall). Après le deuxième album, McGear quitte Grimms à cause des tensions entre lui et un des nouveaux poètes arrivés dans le groupe.
McGear signe ensuite avec Warner Bros. Records et sort, en 1974, son deuxième album musical non comique, McGear, pour lequel il a collaboré avec son frère Paul et son groupe Wings. Bien que quatre singles soient sortis de ces sessions, seul Leave It a connu un succès modéré dans les charts (no 36 au Royaume-Uni). Cependant, une chanson de « réunion » de Scaffold, Liverpool Lou, qui deviendra le dernier hit de The Scaffold dans le top-dix, a également été enregistrée pendant les sessions avec Wings. Cela conduit à la reformation du groupe en 1974, qui enregistre et joue jusqu'en 1977.
Individuellement, McGear a sorti quelques autres singles. Le dernier en date, tout en utilisant toujours le nom de Mike McGear, est la sortie en 1981 de No Lar Di Dar (Is Lady Di). Il s'agissait d'un hommage satirique à Lady Diana Spencer, publié au moment de son mariage avec le prince Charles.
Dans les années 1980, après avoir pris sa retraite musicale, Mike McCartney décide de mettre fin à l'utilisation de son pseudonyme McGear et de revenir à l'utilisation de son nom de famille.

## Carrière photographique
McCartney a été photographe pendant toute sa carrière musicale et a continué la photographie depuis lors. Le manager des Beatles, Brian Epstein, l'avait surnommé « Flash Harry » au début des années 1960, parce qu'il prenait toujours ses photos avec un flash. Il a publié des livres de photos prises en tournée dans les coulisses des Beatles, et sort en 2008 un livre en édition limitée de photos qu'il a prises spontanément dans les coulisses de Live 8. En 2005, McCartney expose une collection de photographies prises dans les années 1960, intitulée Mike McCartney's Liverpool Life, à la fois à Liverpool et dans d'autres lieux, comme le Provincial Museum of Alberta. Un livret de l'exposition a été publié à cette occasion.
C'est Mike McCartney qui a réalisé la photo de couverture de l'album solo Chaos and Creation in the Backyard de son frère Paul en 2005.

## Discographie

### Singles
- Parutions anglaises :

Woman / Kill (Island WIP 6131), avril 1972
Leave It / Sweet Baby (Warner Bros. K 16446), septembre 1974 – Classement Charts UK #36
Sea Breezes / Giving Grease a Ride (Warner Bros. K 16520), février 1975
Dance the Do / Norton (Warner Bros. K16573), juillet 1975
Simply Love You / What Do We Really Know (Warner Bros. K 16658), novembre 1975
Do Nothing All Day / A to Z (EMI 2485), juin 1976
All The Whales in the Ocean / I Juz Want What You Got – Money! (Carrere CAR 144), mai 1980
No Lar Di Dar (Is Lady Di) / God Bless Our Gracious Queen (Conn CONN 29781), juillet 1981
- Parutions américaines :

Leave It / Sweet Baby (Warner Bros. WBS 8037), octobre 1974

### Albums
- Parutions anglaises :

McGough and McGear (Parlophone PMC 7047 [mono], PCS 7047 [stereo]), mai 1968
Woman (Island ILPS 9191), avril 1972
McGear (Warner Bros. Records K 56051), septembre 1974
McGough and McGear (Parlophone PCS 7332), réédition de l'album de 1968, avril 1989
McGough and McGear (EMI CDP 7 91877 2) [CD], réédition de l'album de 1968, avril 1989
McGear (See For Miles SEECD 339) [CD], réédition de l'album de 1974 (avec deux pistes additionnelles), avril 1992
Woman (Edsel EDCD 507) [CD], réédition de l'album de 1972 (avec quatre courtes pistes en moins), février 1997
A Collection of Songs for the Young Homeless of Merseyside (Merseyside Accommodation Project), [CD], Disque de soutien multi-artistes, dont un morceau nouvellement enregistré par McGear, décembre 1996
- Parutions américaines :

McGear (Warner Bros. BS 2825), octobre 1974
McGear (Rykodisc RCD 10192) [CD], réédition de l'album de 1974 (avec une piste additionnelle), septembre 1990
McGough and McGear (Real Gone Music RGM-0025) [CD], réédition de l'album de 1968, février 2012